# Adolf Schmidt (Landrat)
Gustav Adolf Schmidt (* 10. August 1858 in Krefeld; † 20. Februar 1912 in Stettin) war ein deutscher Landrat und Abgeordneter des Provinziallandtages der Provinz Hessen-Nassau.

## Leben
Gustav Adolf Schmidt war der Sohn des Superintendenten Adolph Schmidt (1820–1904) und dessen Ehefrau Elisabeth Mähler (* 1835). Er war evangelischer Konfession und heiratete am 5. Januar 1901 in Neuwied Tilla Mathilde geborene Reichard, verwitwete Schmitter (1876–1959), die Tochter des Fabrikanten und Kommerzienrats Walter Carl Reichard.
Nach dem Studium der Rechts- und Staatswissenschaften, auch an der Eberhard Karls Universität Tübingen (Mitglied des Corps Franconia Tübingen), wurde er zunächst Gerichtsreferendar und im August 1886 Regierungsreferendar bei der Bezirksregierung Düsseldorf.
Nach seiner Ernennung zum Regierungsassessor war er ab November 1889 bei der Bezirksregierung Wiesbaden eingesetzt. 
Ab August 1894 zunächst kommissarisch als Landrat des Unterwesterwaldkreises tätig, war Schmidt von September 1905 bis 1906 definitiv als Landrat eingesetzt.
1899 erhielt er in dieser Funktion ein Mandat für den Nassauischen Kommunallandtag des preußischen Regierungsbezirks Wiesbaden, die Volksvertretung unterhalb der Ebene des Provinziallandtages der Provinz Hessen-Nassau, dem er von 1900 bis 1906 angehörte, als er sein Mandat wegen der Versetzung zur Bezirksregierung Stettin niederlegte. Er war bis zu seinem Tod Regierungsrat beim Bezirksausschuss Stettin.